# Crawl (film, 2013)
Pour les articles homonymes, voir Crawl (homonymie).
Pour plus de détails, voir Fiche technique et Distribution.
Crawl est une comédie dramatique française réalisée par Hervé Lasgouttes, sortie en 2013.

## Synopsis
En Cornouaille, dans une Bretagne bordée par l'océan, Martin enchaîne les petits boulots et les maigres larcins. Il sort depuis peu avec Gwen, une fille solitaire qui va nager chaque jour en haute mer, par tous les temps.
Quand Gwen annonce à Martin qu'elle est enceinte de lui et qu'elle veut garder l’enfant, il prend peur et disparaît.
Corinne, la sœur de Martin, a du mal elle à faire accepter l'arrivée d’un troisième enfant à Jean, son mari, en prise avec des problèmes professionnels.
Alors que Martin puis Jean partent à la dérive, Gwen et Corinne se débattent seules et essayent de redresser la barre. Jusqu'au jour où Martin est accusé de meurtre...

## Fiche technique
- Titre : Crawl
- Réalisation : Hervé Lasgouttes
- Scénario : Loïc Delafoulhouze et Hervé Lasgouttes
- Directeur de la photographie : Emmanuelle Le Fur
- Montage : Laurence Bawedin
- Directeur artistique : Laure Cochener
- Musique : Raphaël Ibanez de Garayo
- Producteur : Stéphanie Douet
  - Coproducteur : Antonin Dedet
- Production : Sensito Films et Neon Productions
- Distribution : Premium Films
- Pays :  France
- Genre : comédie dramatique
- Durée : 95 minutes
- Sortie : 
  -  France : 30 janvier 2013

## Distribution
- Swann Arlaud : Martin
- Anne Marivin : Corinne
- Nina Meurisse : Gwen
- Gilles Cohen : Jean
- Jean-Marie Frin : Le père de Martin et Corinne
- François Berland : Le juge
- David Boittin : Cuchet
- Paul Flatres : Léo
- Louis Flatres : Bastien
- Thérèse Roussel : Mme Morio
- Sophie Hamonet : une ouvrière

## Distinctions

### Récompenses
- Mostra de Venise 2012 : Label Europa Cinemas[1],[2]